# Chân vây châu Phi
Chim chân vây châu Phi, tên khoa học Podica senegalensis, là một loài chim trong họ Heliornithidae.

## Hình ảnh

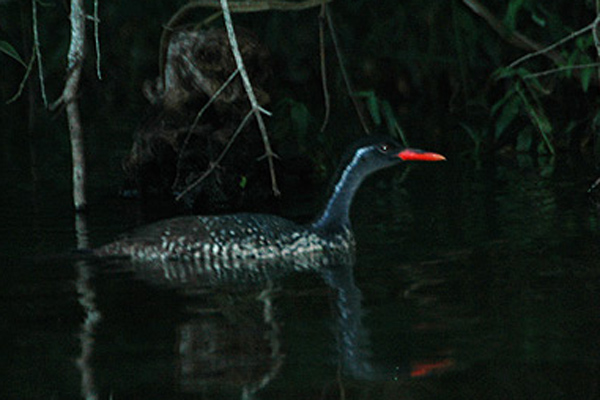
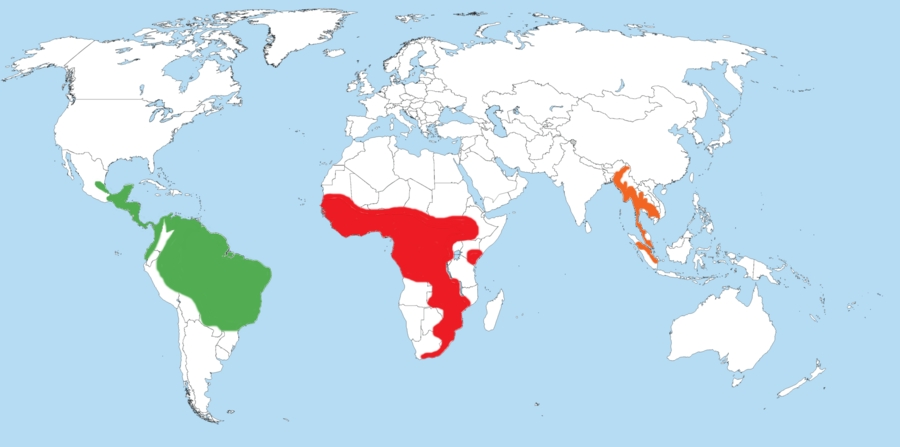
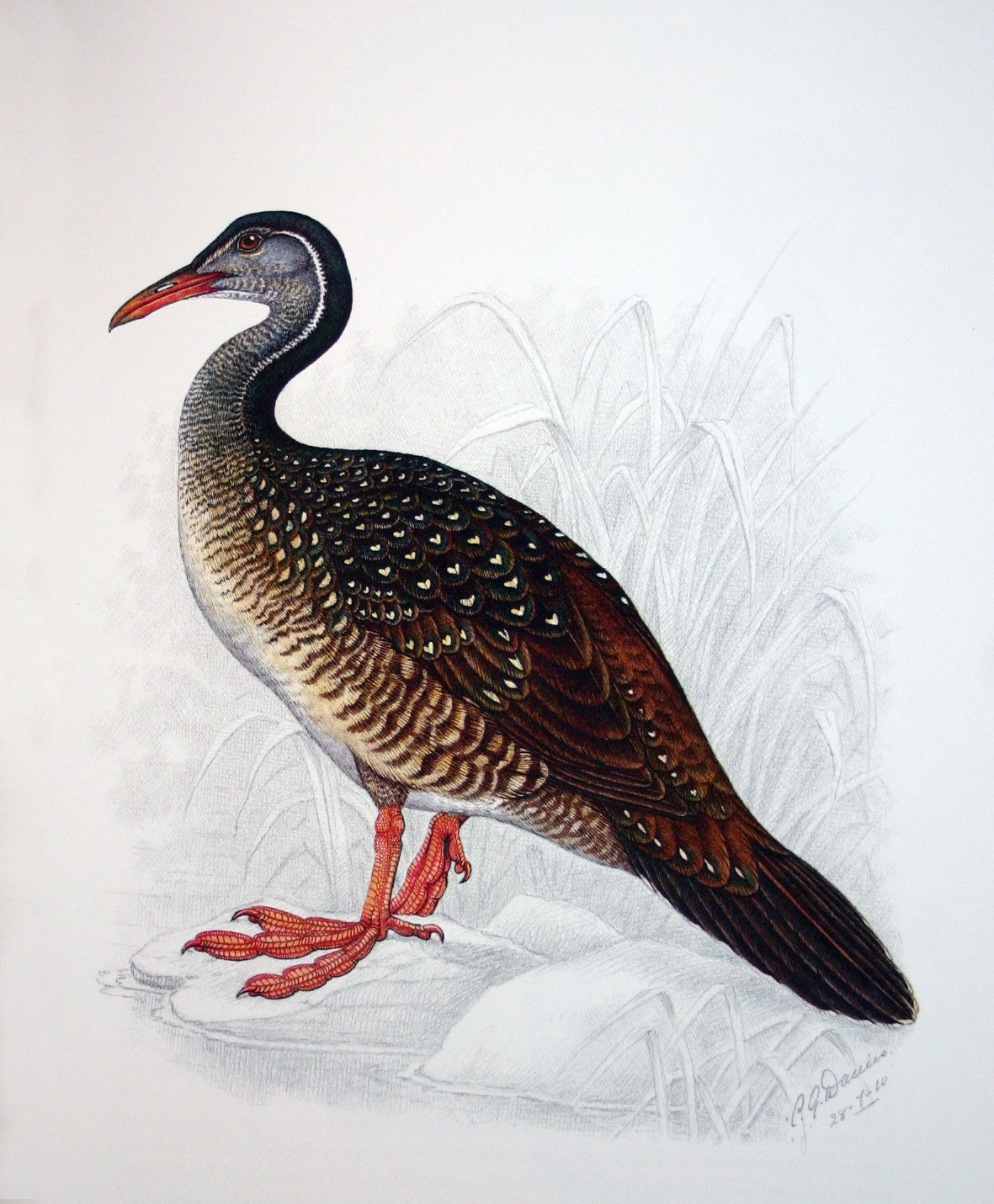
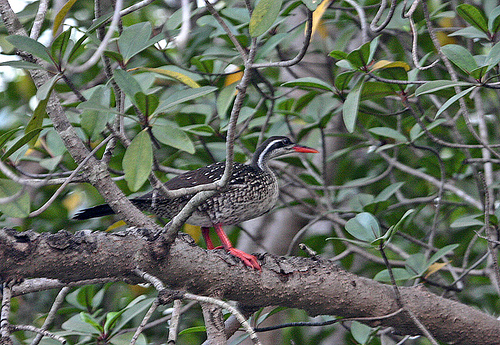